# 遠藤克彦
遠藤 克彦（えんどう かつひこ、1970年 - ）は、日本の建築家（一級建築士）。
株式会社 遠藤克彦建築研究所代表取締役。国立大学法人茨城大学大学院教授。
神奈川県横浜市出身。元株式会社ディヴィデュアルの創業者で、現在23.4株式会社代表取締役CEO／アーティスト／起業家の遠藤拓己は実弟。

## 来歴
神奈川県横浜市生まれ
- 1992年 武蔵工業大学（現・東京都市大学）工学部建築学科　卒業
- 1995年 東京大学大学院工学系研究科建築学専攻修士課程修了  （東京大学生産技術研究所 原広司研究室在籍）、同大学院博士課程中退
- 1997年 遠藤建築研究所設立
- 2000年 東京都品川区東五反田に事務所移転
- 2007年 株式会社遠藤克彦建築研究所に変更
- 2017年 大阪オフィス開設
- 2021年 国立大学法人 茨城大学大学院 准教授
- 2022年 同大学大学院 教授

## 建築作品
| 名称                                                                    | 年     | 所在地               | 国   | 状態                                  | 備考   |
| ----------------------------------------------------------------------- | ------ | -------------------- | ---- | ------------------------------------- | ------ |
| 横浜都筑の家                                                            | 2000年 | 神奈川県横浜市       | 日本 |                                       |        |
| 下田の家＋下田眼科クリニック                                            | 2002年 | 静岡県下田市         | 日本 | 共同設計者: マダチ建築アトリエ        |        |
| 軽井沢千ヶ滝の家                                                        | 2003年 | 長野県北佐久郡軽井沢 | 日本 |                                       |        |
| 大磯の家                                                                | 2004年 | 神奈川県             | 日本 |                                       |        |
| 東嶺町の家                                                              | 2004年 | 東京都大田区         | 日本 |                                       |        |
| 田園調布の家                                                            | 2005年 | 東京都大田区         | 日本 |                                       |        |
| 軽井沢雲場の家                                                          | 2005年 | 長野県北佐久郡軽井沢 | 日本 |                                       |        |
| 高崎市産婦人科クリニック                                                | 2006年 | 群馬県高崎市         | 日本 |                                       |        |
| EdgeA                                                                   | 2006年 | 東京都               | 日本 |                                       |        |
| Fプロジェクトオフィス 改修                                              | 2006年 | 東京都               | 日本 |                                       |        |
| 軽井沢追分浅間山の家                                                    | 2006年 | 長野県北佐久郡軽井沢 | 日本 |                                       |        |
| 鈴鹿の家                                                                | 2007年 | 三重県鈴鹿市         | 日本 |                                       |        |
| 八ヶ岳の家                                                              | 2008年 | 長野県               | 日本 |                                       |        |
| 軽井沢離山の家                                                          | 2008年 | 長野県北佐久郡軽井沢 | 日本 |                                       |        |
| 軽井沢北聖沢の家                                                        | 2008年 | 長野県北佐久郡軽井沢 | 日本 |                                       |        |
| 勝浦の家                                                                | 2009年 | 千葉県勝浦市         | 日本 |                                       |        |
| 桜新町の家                                                              | 2010年 | 東京都               | 日本 |                                       |        |
| 軽井沢鶴溜の家                                                          | 2010年 | 長野県北佐久郡軽井沢 | 日本 |                                       |        |
| 豊田市自然観察の森ネイチャーセンター                                    | 2010年 | 愛知県豊田市         | 日本 |                                       |        |
| 代々木ANNEX                                                             | 2010年 | 東京都渋谷区         | 日本 |                                       |        |
| 軽井沢深山の家                                                          | 2010年 | 長野県北佐久郡軽井沢 | 日本 |                                       |        |
| La Cienega West                                                         | 2011年 | 長野県松本市         | 日本 |                                       |        |
| しんうおのめ温泉荘建替 運営事業（五島列島リゾートホテルマルゲリータ）   | 2012年 | 長崎県南松浦郡       | 日本 |                                       |        |
| 東京大学生産技術研究所アニヴァーサリーホール                            | 2012年 | 東京都               | 日本 | 共同設計者:今井公太郎                 |        |
| 横浜篠原町の家                                                          | 2013年 | 神奈川県横浜市       | 日本 |                                       |        |
| Ark                                                                     | 2015年 | 東京都               | 日本 |                                       |        |
| 15WINDOES「池田山の集合住宅」                                           | 2015年 | 東京都品川区         | 日本 | 共同設計者:八尾廣、room-nアーキテクツ |        |
| 幼保連携型認定こども園「名古屋東幼稚園」                                | 2016年 | 愛知県名古屋市       | 日本 |                                       |        |
| 幼保連携型認定こども園「保見ケ丘幼稚園」                                | 2016年 | 愛知県豊田市         | 日本 |                                       |        |
| 長者丸 VIEW TERRACE                                                     | 2017年 | 東京都品川区         | 日本 |                                       |        |
| 大阪中之島美術館                                                        | 2017年 | 大阪府大阪市         |      |                                       |        |
| 茨城県大子町新庁舎                                                      | 2018年 | 茨城県久慈郡         | 日本 |                                       |        |
| KYOTOGRAPHIE2019（京都国際写真祭） 自然の形態美-バウハウス100周年記念展 | 2019年 | 京都府京都市         | 日本 |                                       |        |
| 高知県本山町新庁舎                                                      | 2019年 | 高知県長岡郡         | 日本 |                                       | 建設中 |
| 系の家                                                                  | 2019年 | 東京都大田区         | 日本 |                                       |        |
| KYOTOGRAPHIE2（京都国際写真祭） 一光諸影                                | 2020年 | 京都府京都市         | 日本 |                                       |        |

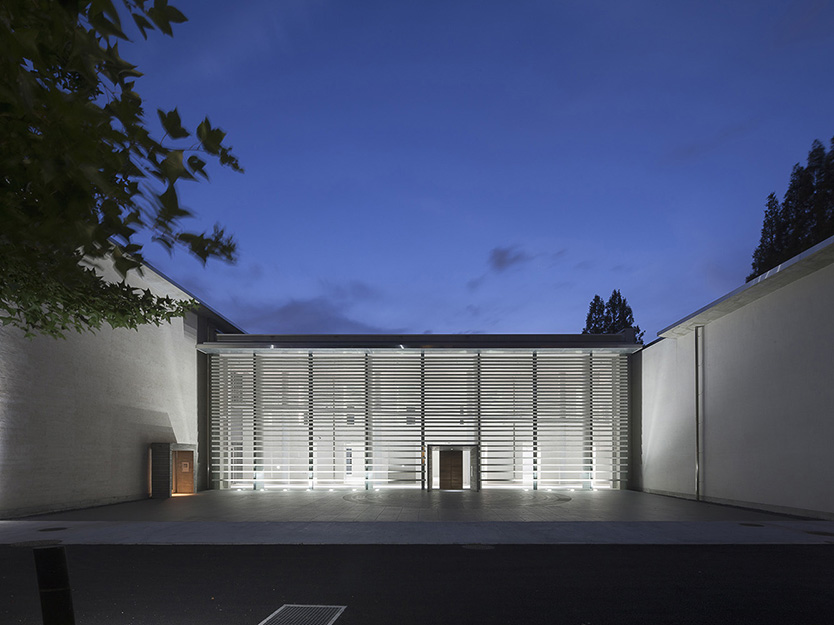
東京大学生産技術研究所アニヴァーサリーホール
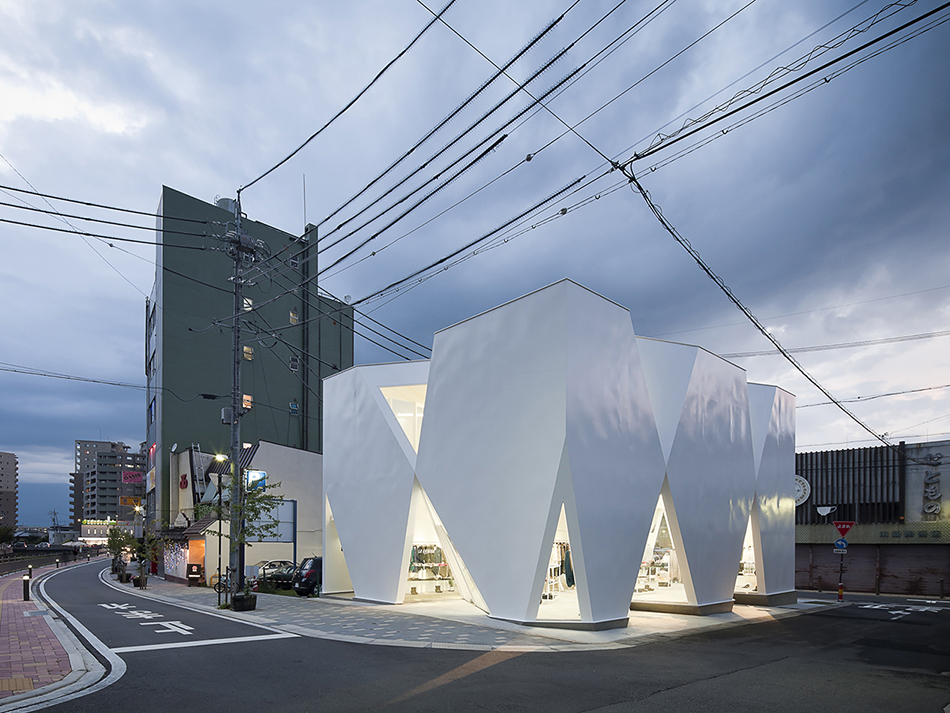
La Cienega West
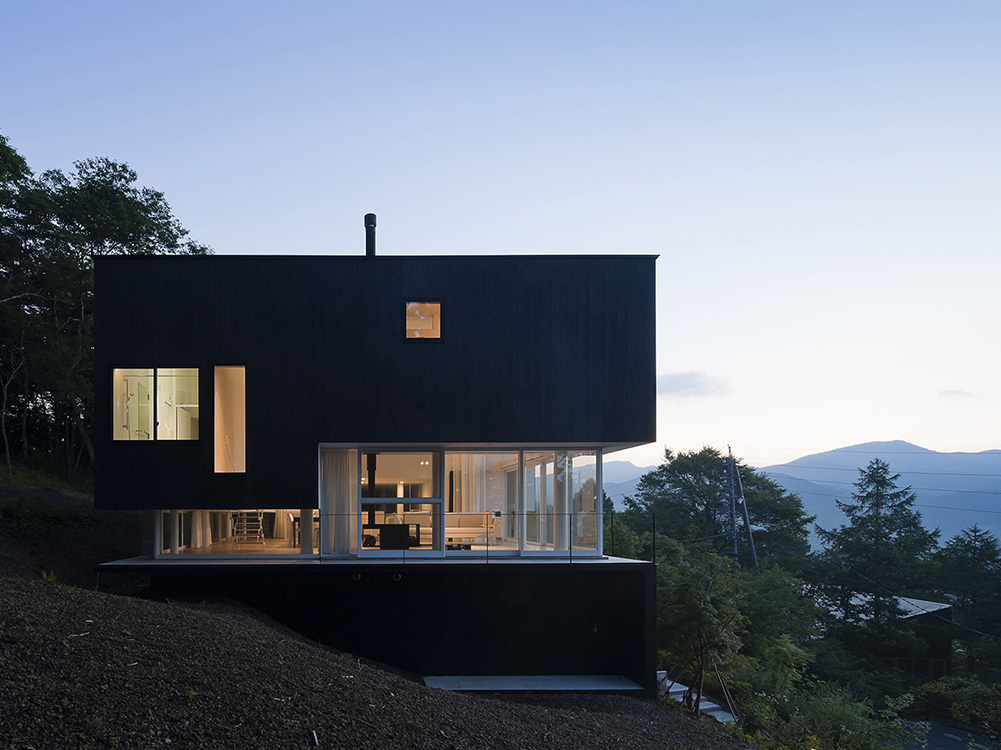
軽井沢深山の家

## 受賞歴
- 2006年（平成18年）　豊田市生涯学習センター逢妻交流館 公募プロポーザル 最終選考案入選
- 2006年（平成18年）　第27回 INAXデザインキッチン・居室空間（軽井沢雲場の家） 部門賞入選
- 2007年（平成19年）　山形大学工学部創立100周年記念会館公募型プロポーザル 20選通過
- 2007年（平成19年）　豊田市自然観察の森および周辺地域整備設計委託業務 最優秀賞
- 2009年（平成21年）　柏崎市新市民会館設計プロポーザル 最終選考案入選
- 2009年（平成21年）　大多喜町庁舎建設設計業務プロポーザル 準佳作
- 2011年（平成23年）　前橋市美術館（仮称）プロポーザルコンペティション 選外佳作（10選選出）
- 2011年（平成23年）　第19回 愛知まちなみ建築賞（豊田市自然観察の森ネイチャーセンター）受賞
- 2012年（平成24年）　七ヶ浜中学校建設基本・実施設計業務委託プロポーザル 次点
- 2012年（平成24年）　大分市地域包括ケア施設 ケアモール天心堂 構築プロポーザル 最終選考案入選
- 2012年（平成24年）　庄内町温泉施設整備事業基本設計業務公募型プロポーザル 次点
- 2012年（平成24年）　第24回 日事連建築賞 （豊田市自然観察の森ネイチャーセンター）優秀賞
- 2012年（平成24年）　中土佐町地産復興・福祉交流施設整備事業プロポーザル 最終選考案入選
- 2012年（平成24年）　第44回中部建築賞（豊田市自然観察の森ネイチャーセンター）受賞
- 2013年（平成25年）　日本建築学会近畿支部設計競技 「コンクリートと木のコラボレーションによる持続可能な住まいと地域住環境の設計」優秀賞
- 2013年（平成25年）　（仮称）茂木町中心市街地拠点整備事業基本設計業務公募プロポーザル 最終選考案選出
- 2013年（平成25年）　鋸南町都市交流施設設計業務プロポーザル 優秀賞第3位
- 2014年（平成26年）　府中市（仮称）道の駅に係る基本設計及び実施設計業務公募型プロポーザル 最終選考案選出
- 2015年（平成27年）　大野町「道の駅実施設計業務委託」公募型プロポーザル計画案 最終選考案選出
- 2016年（平成28年）　浜頓別町交流館（仮称）基本・実施設計業務プロポーザル計画案 次点
- 2016年（平成28年）　第15回 公共建築賞（豊田市自然観察の森ネイチャーセンター）優秀賞
- 2017年（平成29年）　大阪中之島美術館公募型設計競技 最優秀[1]
- 2018年（平成30年）　茨城県大子町新庁舎建築設計業務公募型プロポーザル 最優秀
- 2018年（平成30年）　垂水市新庁舎建築設計者選定プロポーザル 佳作
- 2019年（平成31年/令和元年）　本山町新庁舎基本計画・基本設計業務プロポーザル 最優秀
- 2020年（令和2年）　佐々町庁舎建設工事基本設計・実施設計業務委託に係る公募型プロポーザル 最優秀
- 2021年（令和3年）　鋸南町都市交流施設周辺整備設計業務委託プロポーザル 最優秀
- 2022年（令和4年）　（仮称）門真市立生涯学習複合施設基本設計等業務委託プロポーザル 最優秀
- 2023年（令和5年）　（仮称）舞鶴市立中央図書館基本設計業務委託プロポーザル  最優秀
- 2024年（令和6年）　JR東逗子駅前複合施設整備事業基本設計業務委託プロポーザル 最優秀